# Cymopterus trotteri
Cymopterus trotteri là một loài thực vật có hoa trong họ Hoa tán. Loài này được (S.L.Welsh & Goodrich) Cronquist mô tả khoa học đầu tiên năm 1997.